# Урганаева, Нина Ахмедовна
Нина Ахмедовна Урганаева (21 января 2004, Кубачи, Дахадаевский район, Дагестан, Россия) — российская тхэквондистка. Призёр чемпионатов России.

## Биография
Является воспитанницей спортивной школы города Каспийска. В августе 2018 года в Нальчике стала победительницей юношеского Первенства России. В октябре 2020 года в городе Шахты Ростовской области Урганаева стала победительницей первенства России среди спортсменов в возрасте до 21 года. В сентябре 2021 года в Одинцово стала бронзовым призёром чемпионата России. В конце сентября 2022 года в Нальчике, уступив в финале Елизавете Степановой, стала серебряным призёром чемпионата России.

## Достижения
- Первенство России по тхэквондо U17 2018 — ;
- Первенство России по тхэквондо U21 2020 — ;
- Чемпионат России по тхэквондо 2021 — ;
- Чемпионат России по тхэквондо 2022 — ;

## Личная жизнь
Является студенткой Северо-Кавказского гуманитарно-многопрофильного колледжа имени Имама Шамиля.